# Élections législatives de 1824 dans l'Aisne
Les élections législatives françaises de 1824 se déroulent les 27 février et 6 mars 1824. Dans le département de l'Aisne, six députés sont à élire dans le cadre d'un scrutin uninominal majoritaire.

## Mode de scrutin
Le département dispose de six représentants pour la Chambre des députés des départements, d'après la loi du double vote du 29 juin 1820, dont deux sont élus par un collège départemental et quatre sont choisis par les collèges des arrondissements électoraux définis par la loi du 16 mai 1821.
Étant basé sur un suffrage censitaire, un collège électoral se réunit pour élire le député de l'arrondissement. Selon la Charte constitutionnelle du 4 juin 1814, un cens de 300 francs est nécessaire pour être électeur et un cens de 1 000 francs est obligatoire pour être éligible. Ces dispositions ont été confirmées par la loi Lainé du 5 février 1817.

## Élus

### Élus par le collège départemental
| Député sortant                            |  | Parti            | Député élu ou réélu                       |  | Parti            |
| ----------------------------------------- |  | ---------------- | ----------------------------------------- |  | ---------------- |
| Scipion de Nicolaï                        |  | Constitutionnels | Scipion de Nicolaï                        |  | Constitutionnels |
| Jean Charles Louis Le Carlier de Colligis |  | Ultra-royalistes | Jean Charles Louis Le Carlier de Colligis |  | Ultra-royalistes |

### Élus par les collèges d'arrondissement
|   | Arrondissement | Député élu ou réélu       |  | Parti            |
| - | -------------- | ------------------------- |  | ---------------- |
| + | Premier        | Augustin Marie d'Aboville |  | Ultra-royalistes |
| + | Second         | Maximilien Sébastien Foy  |  | Constitutionnels |
| + | Troisième      | Maximilien Sébastien Foy  |  | Constitutionnels |
| + | Quatrième      | Alexandre Méchin          |  | Constitutionnels |

Élu dans les arrondissements de Saint-Quentin et de Vervins, le général Foy choisit de représenter le second à la Chambre. Une élection complémentaire est donc organisée à Saint-Quentin et voit la victoire de Guillaume-Xavier Labbey de Pompières, monarchiste constitutionnel.

## Résultats

### Résultats globaux
| Parti          | Parti            | Petits collèges | Petits collèges | Grand collège | Grand collège | Sièges |
| Parti          | Parti            | Voix            | %               | Voix          | %             | Sièges |
| -------------- | ---------------- | --------------- | --------------- | ------------- | ------------- | ------ |
|                | Constitutionnels | 646             | 52,22           | 123           | 61,19         | 4      |
|                |                  |                 |                 |               |               |        |
|                | Ultra-royalistes | 591             | 47,78           | 78            | 38,81         | 2      |
|                |                  |                 |                 |               |               |        |
|                |                  |                 |                 |               |               |        |
| Exprimés       | Exprimés         | 1 237           | 98,10           | 272           | 95,44         |        |
| Blancs et nuls | Blancs et nuls   | 24              | 1,90            | 13            | 4,56          |        |
| Total          | Total            | 1 261           | 92,45           | 285           | 83,33         |        |
| Abstention     | Abstention       | 103             | 7,55            | 57            | 16,67         |        |
| Inscrits       | Inscrits         | 1 364           | 100,00          | 342           | 100,00        |        |

### Résultats détaillés

#### Grand collège
- Députés sortants : Scipion de Nicolaï (Constitutionnels) et Jean Charles Louis Le Carlier de Colligis (Ultra-royalistes), réélus.

| Candidat         | Candidat                             | Parti            | Premier tour | Premier tour |
| Candidat         | Candidat                             | Parti            | Voix         | %            |
| ---------------- | ------------------------------------ | ---------------- | ------------ | ------------ |
|                  | Jean Le Carlier de Colligis*         | Ultra-royalistes | 155          | 56,99        |
|                  | Scipion de Nicolaï*                  | Constitutionnels | 151          | 55,51        |
|                  | Guillaume-Xavier Labbey de Pompières | Constitutionnels | 95           | 34,93        |
|                  |                                      |                  |              |              |
| Exprimés         | Exprimés                             | Exprimés         | 272          | 95,44        |
| Blancs et nuls   | Blancs et nuls                       | Blancs et nuls   | 13           | 4,56         |
| Total            | Total                                | Total            | 285          | 83,33        |
| Abstention       | Abstention                           | Abstention       | 57           | 16,67        |
| Inscrits         | Inscrits                             | Inscrits         | 342          | 100,00       |
| * député sortant |                                      |                  |              |              |

#### Premier arrondissement
- Député élu : Augustin Marie d'Aboville (Ultra-royalistes).

| Candidat       | Candidat                         | Parti            | Premier tour | Premier tour |
| Candidat       | Candidat                         | Parti            | Voix         | %            |
| -------------- | -------------------------------- | ---------------- | ------------ | ------------ |
|                | Augustin Marie d'Aboville        | Ultra-royalistes | 153          | 54,26        |
|                | Charles Henri Le Carlier d'Ardon | Constitutionnels | 129          | 45,74        |
|                |                                  |                  |              |              |
| Exprimés       | Exprimés                         | Exprimés         | 282          | 97,24        |
| Blancs et nuls | Blancs et nuls                   | Blancs et nuls   | 8            | 2,76         |
| Total          | Total                            | Total            | 290          | 91,77        |
| Abstention     | Abstention                       | Abstention       | 26           | 8,23         |
| Inscrits       | Inscrits                         | Inscrits         | 316          | 100,00       |

#### Deuxième arrondissement
- Député élu : Maximilien Sébastien Foy (Constitutionnels)1.

| Candidat         | Candidat                 | Parti            | Premier tour | Premier tour |
| Candidat         | Candidat                 | Parti            | Voix         | %            |
| ---------------- | ------------------------ | ---------------- | ------------ | ------------ |
|                  | Maximilien Sébastien Foy | Constitutionnels | 192          | 58,90        |
|                  | Claude de Marolle        | Ultra-royalistes | 134          | 41,10        |
|                  |                          |                  |              |              |
| Exprimés         | Exprimés                 | Exprimés         | 273          | 91,61        |
| Blancs et nuls   | Blancs et nuls           | Blancs et nuls   | 25           | 8,39         |
| Total            | Total                    | Total            | 298          | 89,22        |
| Abstention       | Abstention               | Abstention       | 36           | 10,78        |
| Inscrits         | Inscrits                 | Inscrits         | 334          | 100,00       |
| * député sortant |                          |                  |              |              |

1Le général Foy refuse cette élection pour devenir député de Vervins.

#### Troisième arrondissement
- Député élu : Maximilien Sébastien Foy (Constitutionnels).

| Candidat       | Candidat                 | Parti            | Premier tour | Premier tour |
| Candidat       | Candidat                 | Parti            | Voix         | %            |
| -------------- | ------------------------ | ---------------- | ------------ | ------------ |
|                | Maximilien Sébastien Foy | Constitutionnels | 117          | 51,77        |
|                | Scipion de Nicolaï       | Ultra-royalistes | 109          | 48,23        |
|                |                          |                  |              |              |
| Exprimés       | Exprimés                 | Exprimés         | 326          | 97,02        |
| Blancs et nuls | Blancs et nuls           | Blancs et nuls   | 10           | 2,98         |
| Total          | Total                    | Total            | 336          | 93,85        |
| Abstention     | Abstention               | Abstention       | 22           | 6,15         |
| Inscrits       | Inscrits                 | Inscrits         | 358          | 100,00       |

#### Quatrième arrondissement
- Député élu : Alexandre Méchin (Constitutionnels).

| Candidat       | Candidat            | Parti            | Premier tour | Premier tour |
| Candidat       | Candidat            | Parti            | Voix         | %            |
| -------------- | ------------------- | ---------------- | ------------ | ------------ |
|                | Alexandre Méchin    | Constitutionnels | 208          | 51,61        |
|                | Théodore de Nicolaï | Ultra-royalistes | 195          | 48,39        |
|                |                     |                  |              |              |
| Exprimés       | Exprimés            | Exprimés         | 403          | 99,75        |
| Blancs et nuls | Blancs et nuls      | Blancs et nuls   | 1            | 0,25         |
| Total          | Total               | Total            | 404          | 91,20        |
| Abstention     | Abstention          | Abstention       | 39           | 8,80         |
| Inscrits       | Inscrits            | Inscrits         | 443          | 100,00       |

## Rappel des résultats départementaux des élections de 1819 et 1820

### Élus en 1819 et 1820
| Collège                      | Élu   | Élu              | Élu                                  | Élu                  | Élu                  | Battu | Battu            | Battu                                | Battu                | Battu                |
| Collège                      | Parti | Parti            | Nom                                  | % suffrages exprimés | % suffrages exprimés | Parti | Parti            | Nom                                  | % suffrages exprimés | % suffrages exprimés |
| Collège                      | Parti | Parti            | Nom                                  | 1er tour             | 2e tour              | Parti | Parti            | Nom                                  | 1er tour             | 2e tour              |
| ---------------------------- | ----- | ---------------- | ------------------------------------ | -------------------- | -------------------- | ----- | ---------------- | ------------------------------------ | -------------------- | -------------------- |
| Collège départemental (1819) |       | Constitutionnels | Charles Henri Le Carlier d'Ardon     | 80,06 %              | -                    |       | Constitutionnels | Martin Gaudin                        | 31,56 %              | -                    |
| Collège départemental (1819) |       | Constitutionnels | Guillaume-Xavier Labbey de Pompières | 70,07 %              | -                    |       | Ultra-royalistes | François-Auguste Fauveau de Frénilly | 23,15 %              | -                    |
| Collège départemental (1819) |       | Constitutionnels | Maximilien Sébastien Foy             | 65,44 %              | -                    |       | Ultra-royalistes | Joseph Genech de Sainte-Aldegonde    | 23,15 %              | -                    |
| Collège départemental (1819) |       | Constitutionnels | Alexandre Méchin                     | 60,28 %              | -                    |       | Ultra-royalistes | Jean Le Carlier de Colligis          | 23,15 %              | -                    |
| Grand collège (1820)         |       | Constitutionnels | Scipion de Nicolaï                   | 57,81 %              | -                    |       | Ultra-royalistes | M. Joly                              | 35,62 %              | -                    |
| Grand collège (1820)         |       | Constitutionnels | Ange d'Esterno                       | 48,22 %              | 52,92 %              |       | Ultra-royalistes | M. Lepron                            | 49,04 %              | 47,08 %              |

En raison du décès d'Ange d'Esterno, une élection partielle est organisée au cours de la législature. Jean Charles Louis Le Carlier de Colligis, ultra-royaliste, est élu par le grand collège le 18 mars 1823.